# میانه‌ی کاربری نوشتاری

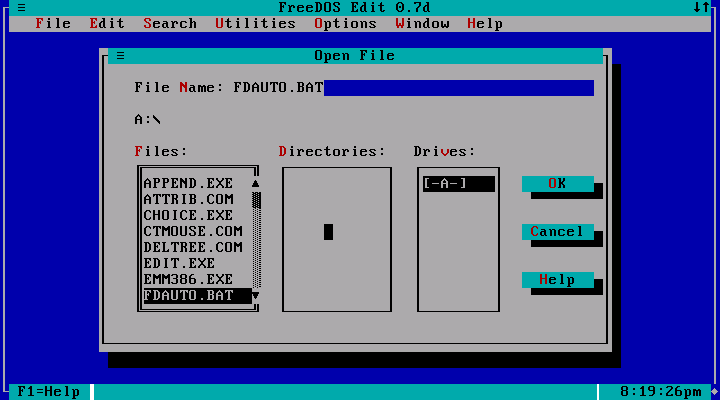
ویرایش‌گر نوشتار پیش‌فرض فری‌داس (FreeDOS)، یک میانه‌ی نوشتار بنیاد ارائه می‌دهد

میانه‌ی کاربری نوشتاری (به انگلیسی: Text-based user interface) (سرواژه:TUI) به نوعی از میانه‌ی کاربری در سیستم عامل‌های رایانه گفته می‌شود که از نوشتار، نمادها و رنگ‌های موجود در محیط‌هایی که حالت نوشتاری موجود باشد مانند ترمینال رایانه، شبیه‌ساز ترمینال و کنسول سیستم برای ارائه یک میانه‌ی کاربر برای تعامل انسان و رایانه استفاده می‌کند. بعضی از برنامه‌های دارای این گونه میانه، و کتاب‌خانه‌های برنامه‌نویسی برای این گونه‌ی میانه از موشواره (ماوس) هم پشتیبانی می‌کنند.
دو ویرایش‌گر متن ایمکس و وی آی (vi) نخستین نمونه‌ها از این گونه‌ی میانه‌ها هستند.

## کتابخانه‌ها
- ان‌کرسز (nCurses)
- ویژوال بیسیک برای DOS
- بورلند توربو ویژن

## نمونه‌ها
- اچ‌تاپ (Htop)
- سی‌موس (Cmus)
- گنو میدنایت کامندر